# Copromorpha aeruginea
Copromorpha aeruginea is een vlinder uit de familie Copromorphidae. De wetenschappelijke naam van deze soort is voor het eerst geldig gepubliceerd in 1917 door Meyrick.
De soort komt voor in tropisch Afrika.